# Región de Ostrobotnia Central
Ostrobotnia es una región (maakunta / landskap) de Finlandia Occidental; limita territorialmente con las regiones de Ostrobotnia, Ostrobotnia del Norte, Finlandia Central y Ostrobotnia del Sur.

## Ciudades
Estos son los 8 municipios de Ostrobotnia central:
| 1. Halsua 2. Kannus 3. Kaustinen 4. Kokkola | 1. Lestijärvi 2. Perho 3. Toholampi 4. Veteli |